# Hand on Your Heart
"Hand on Your Heart" er en sang af den australske sangerinde Kylie Minogue fra hendes andre studiealbum Enjoy Yourself (1989). Sangen blev skrevet og produceret af Stock, Aitken og Waterman.

## Udgivelse og indspilning
"Hand on Your Heart" blev udgivet den 24. april 1989 i Storbritannien som albummets første single. Sangen blev indspillet i London, England gennem samlingerne af albummet. Sangen blev Minogues andre single nåede nummer to på UK Singles Chart og nåede førstepladsen den næste uge.
Uden for Storbritannien var sangen også en succes. Den nåede nummer fire i Australien og blev Minogues femte single på Top 5. Sangen nåede Top 10 i Finland, Frankrig, Japan og Sydafrika, og Top 20 i Tyskland, Nederlandene, New Zealand og Sverige.

## Musikvideo
"Hand on Your Heart" indeholdt en farverig musikvideo filmet i marts 1989 på Minogues hjemby i Melbourne, Australien. Videoen indeholder Minogue dans i et moderne hus. Hun optræder iført en kjole med et stort hjerte, der skifter farve mellem levende farver rød, blå og gul.

## Format og sporliste
CD single
1. "Hand on Your Heart" (The Great Aorta Mix) – 6:26
2. "Just Wanna Love You" – 3:34
3. "It's No Secret" (Extended Mix) – 5:30

Kassette-single
1. "Hand on Your Heart" – 3:51
2. "Just Wanna Love You" – 3:34
3. "Hand on Your Heart" (The Great Aorta Mix) – 6:26

7" single
1. "Hand on Your Heart" – 3:51
2. "Just Wanna Love You" – 3:34

12" single
1. "Hand on Your Heart" (The Great Aorta Mix) – 6:26
2. "Just Wanna Love You" – 3:34
3. "Hand on Your Heart" (Dub) – 5:33

Britisk 12" Remix
1. "Hand on Your Heart" (Heartache Mix) – 5:22
2. "Just Wanna Love You" – 3:34
3. "Hand on Your Heart" (Dub) – 5:33

## Hitlister
| Hitliste                          | Placering |
| --------------------------------- | --------- |
| Australien (ARIA Charts)          | 4         |
| Nederlandene (Dutch Top 40)       | 19        |
| Finland (Suomen virallinen lista) | 2         |
| Frankrig (SNEP)                   | 8         |
| Tyskland (Media Control Charts)   | 17        |
| Irland (Irish Singles Chart)      | 1         |
| New Zealand (RIANZ)               | 15        |
| Sverige (Sverigetopplistan)       | 17        |
| Schweiz (Schweizer Hitparade)     | 6         |
| Storbritannien (UK Singles Chart) | 1         |

## Certificering
| Land                 | Certificering |
| -------------------- | ------------- |
| Australien (ARIA)    | Guld          |
| Storbritannien (BPI) | Guld          |